# Cenk İşler
Cenk İşler (ur. 25 lutego 1974 w Kolonii) – były turecki piłkarz, reprezentant Turcji.
Profesjonalną karierę piłkarską rozpoczynał w tureckim klubie Samsunspor, tamże grał najwięcej sezonów. Również występował w Ünyespor, Adanaspor, İstanbulspor, Konyaspor, Ankaragücü, Kayseri Erciyesspor, Antalyaspor, Manisaspor, Kasımpaşa i Bucaspor.
Występował w kadrze narodowej seniorów, rozegrał w niej 1 mecz 2 września 2000 przeciwko Mołdawii.

## Sukcesy
- Samsunspor
  - TFF 1. Lig: 1992-93
- Manisaspor
  - TFF 1. Lig: 2008-09
- Indywidualne 
  - 100'ler kulübü